# 舛ノ湖大明
舛ノ湖 大明（ますのうみ だいめい、1991年11月12日 - ）は、石川県加賀市
出身で千賀ノ浦部屋所属の元大相撲力士。身長180cm、体重145.4kg。本名は齊心大明（さいしん-）。最高位は西幕下6枚目（2014年11月場所）。金沢市立工業高等学校相撲部出身。

## 人物
金沢市立工業高等学校時代には全国高校相撲選手権大会個人戦3位、全国選抜高校相撲弘前大会個人戦準優勝、高校選抜高知大会準優勝などの実績を残し、高校卒業直前に千賀ノ浦部屋に入門して2010年1月場所に初土俵を踏む。入門を決意した動機は部屋見学の際に当時まだ幕下だった舛ノ山から強い印象を受けたことであり、舛ノ湖は後に「ちゃんこを旨そうに食う男がいた。」と当時の心情を語った。同じ頃に師匠の千賀ノ浦から「金沢の御馳走よりおいしいちゃんこで増量すればすぐ関取だ。」と口説かれたことも影響している。
新弟子としては完成された部類の体躯から繰り出される徹底した押し相撲を活かして電車道で白星を重ね、幕下昇進まで所要5場所、最高位の西幕下9枚目まで約2年というスピード出世を果たし、それ以降も幕下中位に定着している。2013年7月場所からは四股名を本名から舛ノ湖に改名。同年11月場所は7番相撲で土佐豊と単独の幕下優勝を争う一番に挑み、敗れはしたものの場所を6勝1敗の好成績で終える。その後、2014年7月場所でも同様に無傷の6連勝としたため、7番相撲で力真と単独の幕下優勝を争う一番を取ったが、初めての幕下だった相手に破れ、またしても幕下優勝を逃した。その後は自己最高位を西幕下6枚目まで伸ばしたが、2015年は関取を窺えない番付となり、同年11月場所限りで現役を引退した。

## 主な成績
- 通算成績：131勝100敗7休（35場所）

### 場所別成績
| | 一月場所 初場所（東京） | 三月場所 春場所（大阪） | 五月場所 夏場所（東京） | 七月場所 名古屋場所（愛知） | 九月場所 秋場所（東京） | 十一月場所 九州場所（福岡） |
| --- | ----------------------- | ----------------------- | ----------------------- | --------------------------- | ----------------------- | --------------------------- |
| 2010年 （平成22年） | （前相撲）              | 東序ノ口21枚目 6–1      | 西序二段49枚目 優勝 7–0 | 西三段目49枚目 4–3          | 東三段目34枚目 6–1      | 東幕下50枚目 2–5            |
| 2011年 （平成23年） | 東三段目15枚目 6–1      | 八百長問題 により中止   | 西幕下36枚目 休場 0–0–7 | 東三段目11枚目 6–1          | 東幕下33枚目 4–3        | 東幕下29枚目 5–2            |
| 2012年 （平成24年） | 西幕下19枚目 5–2        | 西幕下9枚目 3–4         | 東幕下14枚目 3–4        | 西幕下17枚目 4–3            | 西幕下14枚目 3–4        | 西幕下20枚目 5–2            |
| 2013年 （平成25年） | 西幕下12枚目 3–4        | 西幕下16枚目 4–3        | 西幕下11枚目 2–5        | 西幕下28枚目 3–4            | 東幕下37枚目 5–2        | 西幕下21枚目 6–1            |
| 2014年 （平成26年） | 東幕下9枚目 2–5         | 東幕下21枚目 4–3        | 西幕下14枚目 3–4        | 東幕下21枚目 6–1            | 西幕下8枚目 4–3         | 西幕下6枚目 2–5             |
| 2015年 （平成27年） | 東幕下17枚目 3–4        | 西幕下23枚目 2–5        | 東幕下39枚目 4–3        | 東幕下31枚目 4–3            | 東幕下24枚目 4–3        | 西幕下16枚目 引退 1–6–0     |
| 各欄の数字は、「勝ち-負け-休場」を示す。 優勝 引退 休場 十両 幕下 三賞：敢=敢闘賞、殊=殊勲賞、技=技能賞 その他：★=金星 番付階級：幕内 - 十両 - 幕下 - 三段目 - 序二段 - 序ノ口 幕内序列：横綱 - 大関 - 関脇 - 小結 - 前頭（「#数字」は各位内の序列） |                         |                         |                         |                             |                         |                             |

## 改名歴
- 齊心 大明（さいしん だいめい）2010年1月場所-2013年5月場所
- 舛ノ湖 大明（ますのうみ だいめい）2013年7月場所-2015年11月場所